# Wi-Fi Direct

stampa via Wi-Fi Direct

Wi-Fi Direct, inizialmente chiamato Wi-Fi P2P (Wi-Fi Peer-to-Peer), è uno standard per la tecnologia Wi-Fi della Wi-Fi Alliance che permette a due o più dispositivi certificati di connettersi direttamente l'un l'altro senza usare la rete domestica tradizionale, la rete di un ufficio o un hotspot. È utilizzabile per navigare in internet, trasferire file o più in generale per comunicare con più dispositivi contemporaneamente alla stessa velocità del Wi-Fi. Il Wi-Fi Direct è diventata una caratteristica standard in smartphone, tablet, stampanti, telecamere, scanner e molti altri dispositivi che usano il Wi-Fi per comunicare.

## Descrizione
Le connessioni Wi-Fi Direct vengono stabilite tramite lo standard WPA2 (Wi-Fi Protected Access), in modo che ogni dispositivo collegato diventi un access point wireless (Wi-Fi AP) rispetto agli altri dispositivi della rete che si viene a creare.
L'accoppiamento dei dispositivi Wi-Fi Direct può avvenire tramite connessioni NFC, con cui i dispositivi si scambiano le credenziali, oppure con la pressione di un tasto su uno o tutti i dispositivi, per autorizzare la connessione. Il Wi-Fi Direct può prendere il posto delle connessioni Bluetooth per le applicazioni che non si affidano a Bluetooth Low Energy per contenere i consumi energetici.

## Software
Lo standard di settore in ambiente Windows è l'applicazione WiFi Direct Access Point, rilasciata tramite Microsoft Store, che permette la creazione di una rete Wi-Fi senza l'ausilio di router o altre strumentazioni di rete, utilizzando la tecnologia Wi-Fi Direct.